# スコット・マッケンジー
スコット・マッケンジー（Scott McKenzie、1939年1月10日 - 2012年8月18日）は、アメリカ合衆国のシンガーソングライター。本名は フィリップ・ウォラック・ブロンドハイム3世（Philip Wallach Blondheim III）。

## 来歴
フロリダ州ジャクソンビルで生まれ、少年時代をノースカロライナ州やバージニア州で過ごした。後のママス&パパスのメンバーとなるジョン・フィリップスと出会い、同じバンドで活動するなどをして親交を深めた。1967年5月、そのジョン・フィリップスが書いた楽曲「San Francisco (Be Sure to Wear Flowers in Your Hair)」(邦題：花のサンフランシスコ) をシングルとしてリリースし、全米4位を記録した。
2012年8月18日、ロサンゼルスの自宅で死去。73歳没。

## ディスコグラフィ

### スタジオ・アルバム
- 『ザ・ヴォイス・オブ・スコット・マッケンジー』 - The Voice of Scott McKenzie (1967年、Ode) ※旧邦題『花のサンフランシスコ』
- 『ステンド・グラス・モーニング』 - Stained Glass Morning (1970年、Ode)

### コンピレーション・アルバム
- Stained Glass Reflections 1960-1970 (2000年、Raven)